# Anne V. Coates
Anne Voase Coates (Reigate, Surrey, Reino Unido; 12 de diciembre de 1925-Los Ángeles, California, Estados Unidos; 8 de mayo de 2018) fue una editora de películas británica. Ganó el premio Óscar al mejor montaje por Lawrence de Arabia (1962), y fue candidata por su trabajo en otras cuatro películas: Becket (1963), El hombre elefante (1980), En la línea de fuego (1993), y Out of Sight (1998). Además, su labor fue destacada debido a la escasa presencia de mujeres en su oficio. En febrero de 2007, recibió el Fellowship Award, el premio honorífico de la BAFTA, y en 2016, un Óscar honorífico.

## Filmografía (selección)

### Como editora de cine[4]
- The Pickwick Papers (1952)
- Forbidden Cargo (1954)
- The Horse's Mouth o Un genio anda suelto (1958)
- Tunes of Glory o Whisky y gloria (1960)
- Lawrence de Arabia (1962)
- Becket (1964)
- Those Magnificent Men in Their Flying Machines o Aquellos chalados en sus locos cacharros o Los intrépidos y sus máquinas voladoras (1965)
- El soñador rebelde (1965)
- Hotel Paradiso (1966)
- Asesinato en el Orient Express (1974)
- El hombre elefante (1980)
- La espada de Bushido (1981) (editora supervisora con Yoshitami Kuroiwa)
- Ragtime (1981)
- Masters of the Universe (1987)
- Lawrence of Arabia (1962) (consultora editorial de la reconstrucción y restauración de 1989)
- What About Bob? (1991)
- Chaplin (1992)
- En la línea de fuego (1993)
- Congo (1995)
- Striptease (1996)
- Out to Sea (1997)
- Out of Sight (1998)
- Erin Brockovich (2000)
- Sweet November (2001)
- Unfaithful (2002)
- La brújula dorada (2007)
- Extraordinary Measures (2010)
- Cincuenta sombras de Grey (2015)

### Como ayudante de edición[5]
- The End of the River (1947) (segundo editor) (no aparece en los créditos)
- The History of Mr. Polly (1949) (ayudante de editor) (no aparece en los créditos)

## Premios y nominaciones
Premios Óscar
| Año  | Categoría        | Película             | Resultado |
| ---- | ---------------- | -------------------- | --------- |
| 1963 | Mejor montaje    | Lawrence de Arabia   | Ganadora  |
| 1965 | Mejor montaje    | Becket               | Nominada  |
| 1981 | Mejor montaje    | El hombre elefante   | Nominada  |
| 1994 | Mejor montaje    | En la línea de fuego | Nominada  |
| 1999 | Mejor montaje    | Un romance peligroso | Nominada  |
| 2017 | Óscar honorífico | Óscar honorífico     | Ganadora  |

| Año  | Premio                       | Categoría                   | Producción                   | Resultado |
| ---- | ---------------------------- | --------------------------- | ---------------------------- | --------- |
| 1963 | Premios Eddie                | Mejor montaje para película | Lawrence de Arabia           | Nominada  |
| 1965 | Premios Eddie                | Mejor montaje               | Becket                       | Nominada  |
| 1975 | Premios BAFTA                | Mejor montaje               | Murder on the Orient Express | Nominada  |
| 1981 | Premios BAFTA                | Mejor montaje               | Nominada                     |           |
| 1994 | Premios BAFTA                | Mejor montaje               | En la línea de fuego         | Nominada  |
| 1994 | Premios Eddie                | Mejor montaje para película | En la línea de fuego         | Nominada  |
| 1997 | Premio Women in Film Crystal | Premio Internacional        | –                            | Ganadora  |
| 1999 | Premios Eddie                | Mejor montaje para película | Nominada                     |           |
| 2001 | Premios BAFTA                | Mejor montaje               | Erin Brockovich              | Nominada  |
| 2007 | Premios BAFTA                | BAFTA Fellowship            | –                            | Ganadora  |